# Medicine mountain
Medicine mountain is het debuutalbum van de Amerikaanse rockband Chomper. Het album werd op 10 november 2017 uitgebracht op het label Iron Pier.  Het album werd op 14 november 2017 gepresenteerd in Brooklyn. Medicine mountain werd uitgebracht op lp, als download en als stream.

## Productie
De band begon tegen het einde van 2015 met jamsessies. Het album werd opgenomen op een 2"-magneetband. De bandleden namen het album vlug op aangezien ze het niet wilden "overdenken"; volgens bassist Russell Hymowitz zou dat het opnameproces slechts schaden. De opnames namen een dag in beslag.

## Tracklist
Alle muziek en teksten zijn geschreven door Chomper. 
| Nr. | Titel             | Duur |
| --- | ----------------- | ---- |
| 1.  | Hideout 3D        | 3:01 |
| 2.  | I wanna die       | 2:58 |
| 3.  | 2 feet from a rat | 2:14 |
| 4.  | Medicine mountain | 5:03 |
| 5.  | Fuzz monster      | 2:59 |
| 6.  | I wanna live      | 2:44 |
| 7.  | Wipe it down      | 3:04 |
| 8.  | AKA pool boy      | 3:27 |

## Personeel

### Bezetting
- Mark Shue (zang, gitaar)
- Nick Chiericozzi (gitaar)
- Russell Hymowitz (bas)
- Mark Perro (drums, zang)

### Productie
- Travis Harrison (productie, opname)